# 细木通
细木通（学名：Clematis kerriana）为毛茛科铁线莲属下的一个种。

## 扩展阅读
- 維基物種上的相關：细木通